# Papiro Oxirrinco 93
El Papiro Oxirrinco 93 también llamado P. Oxy. 93 es un documento sobre una orden de pago escrito en griego y descubierto en Oxirrinco, Egipto. El documento fue escrito el 16 de enero del 362. En la actualidad se conserva en el Museo Británico, Inglaterra.

## Descripción
La carta fue escrita por Eutrygius dirigida a Dióscoro, su asistente. El fragmento mide 58 por 158 mm.
Fue descubierta por Bernard Pyne Grenfell y Arthur Surridge Hunt en 1897, en Oxirrinco, Egipto. El texto fue publicado por Grenfell y Hunt en 1898. El fragmento fue examinado también por Karl Wessely.